# Hexapora
Micropora là một chi thực vật thuộc họ Lauraceae.

## Các loài
Chi này có các loài sau (tuy nhiên danh sách này có thể chưa đủ):
- Hexapora curtisii, Hook. f.